# ريجنالد أوبراين
ريجنالد أوبراين (بالإنجليزية: Reginald O'Brien)‏ هو موظف مدني وسياسي أسترالي، ولد في 23 يناير 1926 في نيوكاسل في أستراليا، وتوفي في 20 أبريل 1999 في تويد هيدز في أستراليا. حزبياً، نشط في حزب العمال الأسترالي. وقد انتخب عضو مجلس النواب الأسترالي عن دائرة Division of Petrie ‏ (9 ديسمبر 1961 – 30 نوفمبر 1963).